# GPS-Jammer
Ein GPS-Jammer (dt. „GPS-Störsender“) ist ein Störsender gegen die Signale des Global Positioning System (GPS), des satellitengestützten US-Positionsbestimmungs-Systems. GPS wird vom Verteidigungsministerium der USA betrieben.
Durch die relativ geringe Sendeleistung der Satelliten und die Umlaufbahn in Höhe von 20.200 Kilometern über der Erdoberfläche sind die GPS-Signale nur mit einer ausgesprochen geringen Feldstärke zu empfangen. Deshalb können bereits Störsignale mit geringer Feldstärke den Empfang der GPS-Satelliten verhindern. Eine zusätzliche Modulation (z. B. Rauschmodulation) eines Störsenders kann den GPS-Empfang zeitweise oder auch vollständig unterbinden. Durch diese geringe nötige Störenergie kann ein GPS-Störsender für das Nahfeld (ca. 10 m) sehr klein sein.
Ein praktischer Aufbau eines einfachen GPS-Jammers findet sich in dem Online-Magazine Phrack. Aber auch Regierungsstellen wie das Verteidigungsministerium in Großbritannien testen GPS-Jammer. Das GPS kann auch unabsichtlich gestört werden: Beispielsweise fällt die 15. Harmonische (14. Oberton) des Mischoszillators genau auf die zivile GPS-Frequenz L1 (1575,42 MHz), wenn auf einem UKW-Radio eine Frequenz von 94,3 MHz eingestellt ist. Dies kann in der unmittelbaren Nähe des Radios zu Empfangsfehlern am GPS-Empfänger führen.
Im Gegensatz zu einem GPS-Jammer stört das wesentlich aufwändigere GPS-Spoofing das Satellitensignal nicht nur, sondern sendet manipulierte GPS-Daten.

## Navigation warfare
Das Navigationssystem GPS ist ein militärisches System. Unter dem Begriff navigation warfare (Navwar, dt. sinngem. „Kriegsführung über Navigation“), fasst man Strategien zusammen, GPS gegen einen Feind einzusetzen und ihn von einer Nutzung des Systems auszuschließen. Ein Szenario basiert darauf, eine Vielzahl kleiner Jammer über einem Krisengebiet abzuwerfen und so auf dem Boden den Empfang des C/A-Signals zu stören.
Ende 2011 soll eine US-Aufklärungsdrohne durch den Iran mittels der Manipulation des GPS „entführt“ worden sein.

## Abwehr von GPS-Jammern
Die Signalstärke von GPS ist mit ca. −155 dBW außerordentlich schwach. Ein Störsender von wenigen Watt unterdrückt im Empfangsbereich praktisch jedes Navigationssignal. 
Um die Wirkung von GPS-Jammern zu minimieren, können bei bestimmten Anwendungen (etwa in der Flugtechnik) GPS-Antennen mit ausgeprägter Richtcharakteristik verwendet werden. Diese empfangen nur Signale aus der gewünschten Richtung – und damit nicht die Störsignale von GPS-Jammern, die sich am Boden befinden. Eine weitere Möglichkeit, die Wirkung von GPS-Jammern zu reduzieren, ist die Kombination mit anderen Navigationssystemen, wie beispielsweise einem inertialen Navigationssystem (INS).